# فری پائولو
فری پائولو (به پرتغالی: Frei Paulo) یک منطقهٔ مسکونی در برزیل است که در سرژیپه واقع شده‌است. فری پائولو ۴۰۰٫۴ کیلومتر مربع مساحت و ۱۵٬۵۵۶ نفر جمعیت دارد و ۲۷۲ متر بالاتر از سطح دریا واقع شده‌است.